# Neoperla naviculata
Neoperla naviculata är en bäcksländeart som beskrevs av František Klapálek 1909. Neoperla naviculata ingår i släktet Neoperla och familjen jättebäcksländor.

## Underarter
Arten delas in i följande underarter:
- N. n. crux
- N. n. naviculata